# Endometriosis
La endometriosis consiste en la aparición y crecimiento de tejido endometrial fuera del útero, sobre todo en la cavidad pélvica como en los ovarios, detrás del útero, en los ligamentos uterinos, en la vejiga urinaria o en el intestino. Es menos frecuente que la endometriosis aparezca fuera del abdomen como en los pulmones o en otras partes del cuerpo. Se han descrito casos raros de endometriosis incluso en el cerebro. No existe cura para la endometriosis, aunque existen diferentes tratamientos que incluyen analgésicos para el dolor, tratamiento hormonal y cirugía.
Los síntomas de la endometriosis pueden ser confundidos con los de la enfermedad pélvica inflamatoria, la enfermedad celíaca, el síndrome del intestino irritable, la fibromialgia y la cistitis intersticial.

## Epidemiología
La endometriosis es una enfermedad relativamente frecuente que afecta entre el 10-15 % de las mujeres en edad fértil, desde la menarquia hasta la menopausia, aunque algunas veces la endometriosis puede durar hasta después de la menopausia. La endometriosis altera la calidad de vida de las mujeres que la padecen, afectando a sus relaciones de pareja, familiares, laborales y de reproducción.

## Fisiopatología
Cuando el tejido endometriósico crece, aparecen bultos llamados tumores o implantes, que la mayoría de las veces son benignos o no cancerosos y rara vez se relacionan con el cáncer de endometrio.  Los implantes de la endometriosis están influidos por el ciclo menstrual, de tal manera que en cada menstruación surgen una serie de problemas.
Los tumores endometriósicos también sangran, sin posibilidad de que la sangre salga del cuerpo, por lo que se desarrolla una inflamación y tejidos cicatriciales o fibrosis, que ocasionan posteriormente obstrucción intestinal, sangrado digestivo y trastornos miccionales llegando incluso a confundirlos con infecciones urinarias.

## Etiología

Endometriosis

La causa de la endometriosis es desconocida. Una hipótesis es que, durante la menstruación, parte del tejido menstrual o endometrial, en lugar de evacuar en la menstruación, regresa al abdomen a través de las trompas de Falopio por flujo retrógrado. Según esta hipótesis, el tejido endometrial viable puede llegar a colonizar el ovario y responder en cada ciclo de la misma forma que las células endometriales uterinas, es decir, creciendo y descamándose en cada regla. Otra hipótesis sugiere que hay células del peritoneo que se transforman en endometriales. El tejido endometrial que escapa del útero acaba rodeándose de epitelio y formando quistes denominados endometriomas que es necesario eliminar. 
La endometriosis puede ser una enfermedad hereditaria y ser causada, por tanto, por una predisposición genética. Los investigadores también están observando la participación del sistema inmunitario y la manera en que estimula o reacciona a la endometriosis. Las sustancias químicas producidas en las áreas afectadas por la endometriosis irritan o impulsan el crecimiento de tumores en más áreas. Está demostrado que las mujeres que tienen esta enfermedad tienen mayores probabilidades que otras mujeres de sufrir enfermedades autoinmunitarias y tienen también mayores probabilidades de sufrir síndrome de fatiga crónica y fibromialgia. También es muy probable que estas mujeres sufran asma, alergias y trastornos de la piel como eczemas o psoriasis. Se piensa que un estudio más profundo del sistema inmunitario en la endometriosis podría revelar información importante para encontrar las causas de esta enfermedad y su tratamiento.
Otros investigadores están observando la endometriosis como una enfermedad del sistema endocrino, ya que los estrógenos fomentan el desarrollo de la enfermedad. El hiperestrogenismo, tanto el absoluto como el relativo, se asocia a un mayor riesgo de desarrollar endometriosis. Es por ello que se observan mejoras en la sintomatología de esta enfermedad en mujeres embarazadas (por el aumento de los niveles de progesterona) y en las mujeres menopáusicas (por la disminución de los niveles de estrógenos).
Otra área importante de la investigación es la búsqueda de marcadores de endometriosis. Estos marcadores son sustancias presentes en el cuerpo creadas por la enfermedad o en respuesta a esta, y pueden aislarse en la sangre u orina. Si se encuentran marcadores por medio de una prueba de sangre u orina, entonces se podría hacer un diagnóstico de endometriosis sin necesidad de cirugía. También se puede detectar mediante pruebas de marcadores tumorales en las que el factor CA-125 saldrá alterado.

## Cuadro clínico
- Asintomático: Se presenta en el 50 % de los casos.
- Dolor: El daño peritoneal causa principalmente dos tipos de dolor que serán la  dispareunia o dolor asociado  a las prácticas sexuales y por otro lado la dismenorrea o dolor asociado al periodo menstrual. En el caso de la dismenorrea, cuando es leve suele ser fisiológica, sin embargo, un dolor más intenso indicaría endometriosis. Es el síntoma más frecuente de la endometriosis. Se localiza principalmente en el abdomen, en la región lumbar, rectal, dolores radiantes a ambas piernas, pero en especial la derecha y en la pelvis, que puede ser de leve a agudo.5
- Hipermenorrea: Consiste en sangrados menstruales muy abundantes tanto en el tiempo como en la cantidad de sangre.
- Metrorragia: Sangrado de procedencia uterina fuera de los periodos menstruales. Relacionado con este término, puede producirse lo que se conoce como “spotting” o goteo premenstrual, también asociado al daño peritoneal producido
- Infertilidad: Dificultad o imposibilidad de quedar embarazada.  En relación con este aspecto, la endometriosis puede comprometer la fertilidad de la mujer porque ocasiona una distorsión anatómica de los órganos reproductivos. Sin embargo, en estadios iniciales en los que las lesiones visibles son escasas, se postula la participación de mediadores inflamatorios como el factor de necrosis tumoral alfa (FNT-α), factor de crecimiento epidermal (EGF), factor de crecimiento del endotelio vascular (VEGF) e interleucinas 1,6 y 8 (IL-1, IL-6 e IL-8) y la alteración en la expresión de marcadores moleculares endometriales,[7] que comprometen negativamente la calidad del ovocito, su captura por la trompa, generan menores tasas de fecundación, etc. De hecho, existen estudios que demuestran que los ovocitos de mujeres con endometriosis presentan menor calidad, como consecuencia de un medio ambiente folicular adverso.[8]
- Trastornos intestinales: Como diarrea, estreñimiento, dolor al defecar o proctalgia, retortijones, etc.
- Amenorrea: Consiste en ausencia menstrual, debido a que el sangrado es interno en la cavidad abdominal.
- Quistes: La sangre extravasada puede reabsorberse o permanecer en algunos casos en forma de quistes. Estos quistes o endometriomas se formarán como resultado del recubrimiento por parte del epitelio de la zona. Se sugiere que la cistectomía del quiste puede mejorar el dolor asociado.

Si el avance de la enfermedad es superior a dos meses, suele provocar fuertes dolores.
La frecuencia e intensidad de los síntomas varía y depende del caso; además pueden presentarse varios síntomas a la vez o solo un síntoma aislado. En situaciones excepcionales la endometriosis puede afectar a la vejiga, lo que genera molestias al orinar y pequeñas pérdidas de sangre.

## Diagnóstico
Cuando la mujer padece uno o varios de estos síntomas, sobre todo dismenorrea o dolor intenso durante la menstruación, debe consultar a un ginecólogo. El diagnóstico de endometriosis es difícil y para conseguirlo es necesario realizar una o varias pruebas como:
- Exploración ginecológica: Rara vez se pueden palpar los implantes de endometriosis y sólo en casos en los que los focos estén ubicados entre el recto y la vagina.
- Ecografía ginecológica: Es la prueba que obtiene imágenes mediante ultrasonidos del aparato genital femenino. Puede ser abdominopélvica, donde el transductor se coloca sobre la piel de la paciente en distintas posiciones, o vaginal, donde un transductor específico se introduce dentro de la vagina. Mediante la ecografía transvaginal es muy poco probable que puedan observarse los focos, pero ayuda a determinar el grosor endometrial.
- Resonancia magnética nuclear: Hay que realizarla en casos seleccionados.
- Laparoscopia: Es la prueba que puede asegurar con más certeza que se padece endometriosis. La laparoscopia es una cirugía con anestesia general en la que se coloca dentro del abdomen un tubo con luz. El ginecólogo revisa los órganos y puede visualizar cualquier tumor o tejido de endometriosis. Este procedimiento mostrará la ubicación, extensión y tamaño de los tumores y será fundamental para tomar decisiones entre el médico y la paciente.
- Laparotomia: Es una cirugía mayor en la que se puede observar con más claridad los órganos afectados por los focos de endometriosis activos y blancos. Esta cirugía es beneficiosa debido a que se pueden extraer fácilmente los focos y reparar órganos dañados, donde se hayan formado adherencias y fístulas.[9]

## Diagnóstico diferencial
Las principales enfermedades que causan síntomas similares a los de la endometriosis incluyen la enfermedad pélvica inflamatoria, la enfermedad celíaca, el síndrome del intestino irritable, la fibromialgia y la cistitis intersticial. De hecho, se ha demostrado una mayor incidencia de enfermedad celíaca en mujeres con endometriosis.

## Tratamiento
La endometriosis no tiene cura. Es una enfermedad crónica, benigna (no mortal), incurable y progresiva hasta la menopausia, momento donde los estrógenos caen. Sin embargo, hay muchos tratamientos, cada uno de los cuales tiene sus ventajas e inconvenientes. Es importante que haya una buena relación entre el médico y la paciente, para poder decidir cuál es la mejor opción para ésta, para lo cual hay que tener en cuenta su estilo de vida, los síntomas, la edad y si desea o no quedar embarazada.

### Tratamiento del dolor
Para algunas mujeres con síntomas leves, tal vez no sea necesario mayor tratamiento que medicamentos para el dolor o analgésicos. Para mujeres con endometriosis mínima que deseen quedar embarazadas, los médicos afirman que, dependiendo de su edad y de la magnitud del dolor, lo mejor es mantener una temporada de prueba (desde 6 meses hasta un año) para tener relaciones sexuales sin protección. Si la mujer no queda embarazada durante esa temporada, es posible que necesite un tratamiento mayor.
Los tratamientos exitosos del dolor asociado con la endometriosis se centran en la supresión de la ovulación y la producción de estrógenos. El fundamento de la terapia hormonal es inducir la amenorrea, creando así un ambiente relativamente hipoestrogénico que inhibirá el proceso inflamatorio y evitará la progresión de la enfermedad.

### Tratamiento hormonal
En el caso de las pacientes que no desean quedar embarazadas, pero que necesitan un tratamiento para su enfermedad, los médicos pueden sugerir un tratamiento con hormonas, el cual es más eficaz cuando los tumores son pequeños. Las hormonas pueden venir en presentaciones de pastillas, por inyección o nebulización nasal. Existen varias hormonas usadas para este tratamiento, incluyendo una combinación de estrógeno y progesterona, como las píldoras  anticonceptivas, la progesterona sola, la danocrina (una hormona masculina débil), y agonistas de la hormona liberadora de la gonadotropina.
Las píldoras anticonceptivas controlan el crecimiento del tejido que reviste el útero y a menudo disminuyen la cantidad de flujo menstrual. Estas a menudo contienen dos hormonas, un progestágeno y un estrógeno. Una vez que la mujer deja de tomarlas, regresa su capacidad de quedar embarazada, pero los síntomas de la endometriosis también pueden reaparecer. Algunas mujeres toman
anticonceptivos continuamente, sin usar las píldoras de azúcar o placebo que indican al organismo que es tiempo de la menstruación. Cuando se toman píldoras anticonceptivas de esta manera, el periodo menstrual puede interrumpirse totalmente, lo que puede reducir el dolor o eliminarlo completamente. Algunas píldoras anticonceptivas sólo contienen progestina, una hormona parecida a la progesterona. Las mujeres que no pueden tomar estrógeno usan estas píldoras para reducir su flujo menstrual. Con estas píldoras, es posible que algunas mujeres no experimenten dolor durante algunos años después de suspender el tratamiento. Todas las píldoras anticonceptivas pueden causar algunos efectos secundarios leves como aumento de peso, sangrado entre periodos e inflamación.
La danocrina se ha convertido en la elección de tratamiento más común, incluso que las píldoras de progestina o de combinación de hormonas. Los efectos secundarios de la danocrina incluyen piel grasienta, aparición de granos o acné, aumento de peso, calambres musculares, cansancio, senos más pequeños, sensibilidad de los senos, dolor de cabeza, mareos, debilidad, sofocos o una voz más grave. Las mujeres que consumen danocrina probablemente sólo tendrán periodos de vez en cuando, o quizás simplemente desaparecerán. Las mujeres que toman danocrina también deberán tomar medidas para evitar el embarazo, ya que ésta puede lesionar al feto que se desarrolla en el útero. Puesto que deberá evitarse el consumo de otras hormonas, como las píldoras anticonceptivas, se recomienda el uso de condones, un diafragma u otros métodos de barrera para evitar el embarazo.
Los agonistas GnRH (usados diariamente en nebulización nasal, o como inyección aplicada mensual o trimestralmente) evitan que el organismo produzca ciertas hormonas para prevenir la menstruación. Sin menstruación, el crecimiento de la endometriosis se reduce o detiene. Estos medicamentos pueden causar efectos secundarios, como sofocos, cansancio, insomnio, cefalea, depresión, osteoporosis y sequedad vaginal. Se recomienda que una mujer siga con la administración de agonistas GnRH durante unos seis meses. Después de esos seis meses, el cuerpo comenzará a tener periodos de nuevo y la mujer podría quedar embarazada. Pero, después de ese momento, cerca de la mitad de las mujeres experimentan el regreso de los síntomas de la endometriosis.

### Tratamiento quirúrgico
Normalmente, la cirugía es la mejor opción para las mujeres con endometriosis extensa, o que sufren fuertes dolores. Existen cirugías mayores y menores que pueden ayudar. El ginecólogo podría sugerir uno de los siguientes tratamientos quirúrgicos.
- Laparoscopia: También se usa para diagnosticar la enfermedad. Consiste en la apertura de al menos dos incisiones en el bajo vientre, para introducir pequeñas herramientas quirúrgicas en el abdomen. Entonces se extraerán los tumores y los tejidos cicatrizados o los destruirán con calor intenso y cerrarán los vasos sanguíneos sin necesidad de suturas. La finalidad es tratar la endometriosis sin dañar el tejido sano alrededor de ella. La recuperación de la laparoscopia es mucho más rápida que en el caso de una cirugía mayor, como la laparotomía.
- Laparotomía: Es el último recurso para el tratamiento de la endometriosis, ya que es una cirugía mayor en la que se extirpa la endometriosis o el útero (histerectomía). Durante una histerectomía, también pueden extirparse los ovarios y las trompas de Falopio, si es que los ovarios también tienen endometriosis, o si la lesión es grave. La cirugía no garantiza que la enfermedad no reaparezca o que el dolor desaparecerá.